# James Williams
James Leighman Williams (ur. 22 września 1985 w Sacramento) – amerykański szermierz, szablista, srebrny medalista olimpijski.
Na igrzyskach olimpijskich w Pekinie w 2008 roku reprezentacja USA w składzie: Timothy Morehouse, Jason Rogers, Keeth Smart i James Williams zdobyła srebrny medal w rywalizacji drużynowej. Na rozgrywanych cztery lata później igrzyskach olimpijskich w Londynie był ósmy drużynowo i siedemnasty indywidualnie.
Nie zdobył medalu mistrzostw świata. Zdobył za to złoty medal drużynowo i srebrny indywidualnie podczas igrzysk panamerykańskich w Rio de Janeiro w 2007 roku oraz złoty drużynowo na 
igrzyskach panamerykańskich w Guadalajarze w 2011 roku.
Wielokrotnie zdobywał medale mistrzostw panamerykańskich, w tym złote drużynowo na MP w Querétaro (2008), MP w San Salvador (2009), MP w San José (2010), MP w Reno (2011) i MP w Cancún (2012).